# Arnold van Rummen

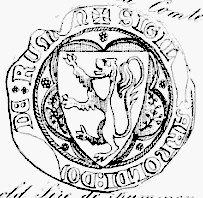
Zegel van Arnold van Rummen

Arnold van Rummen (eerste kwart van de 14e eeuw - vóór 5 mei 1373) was als Arnold IV graaf van Chiny, een vazal van het graafschap (later hertogdom) Luxemburg.

## Biografie
Arnold van Rummen is in de geschiedenis bekend als een man die de titel van graaf van Loon pretendeerde. Hij was een zoon van Willem van Oreye en van Johanna van Loon, een dochter van Arnold V van Loon. Hij huwde in 1347 met Elisabeth van Lierde, een natuurlijke dochter van Lodewijk I van Nevers (vader van Lodewijk II van Nevers, oftewel Lodewijk van Crécy en graaf van Vlaanderen). Haar vorige man, Simon de Mirabello, was het jaar tevoren vermoord.
Arnold was raadsman van de hertog van Brabant, Wenceslaus I van Luxemburg. Arnolds vrouw Elisabeth (in de volksmond Isabella) beschikte over een aardig fortuin en daarnaast rekende hij ook op de steun van keizer Karel IV, een halfbroer van Wenceslas. Nadat Lodewijk IV van Loon kinderloos stierf ontstond er een titelstrijd met het Prinsbisdom Luik die leidde tot de Loonse Successieoorlogen.
Aanvankelijk kon Loon zijn zelfstandigheid handhaven en werd Diederik van Heinsberg, de zoon van Lodewijks zus, aangesteld als Graaf van Loon. Toen deze Diederik in 1361 ook zonder opvolger overleed wierp zijn neef, Arnold van Rummen zich op als titelpretendent van Graaf van Loon. Hij aarzelde dan ook niet om de rechten op de titel van een andere pretendent, Godfried van Dalenbroek, af te kopen in 1362 en voerde de titel van graaf van Loon.
Arnold kwam er vlug achter dat hij te snel en ondoordacht had gehandeld. Weliswaar schonk de keizer hem de investituur, maar in 1363 ontviel hem de steun van Johanna van Brabant. Zij legde de prins-bisschop van Luik niets in de weg toen hij in 1364 Loon binnenviel.
Arnold moet in 1364 Chiny verkopen aan Wenceslaus I van Luxemburg.
Vanaf 1365 weigerde ook de keizer hem nog te steunen. Binnen het graafschap Loon stuitte zijn kandidatuur op weerstand van de schepenen van Vliermaal en Valderen.
Doordat Arnold van Rummen, weliswaar lid van de Loonse grafelijke familie - hij was evenals Diederik van Heinsberg neef van Lodewijk IV van Loon - en een leen "niet klimt" door vrouwelijke verwantschap via de moeder - had het Luikse kapittel een bijkomende reden om niet met de rechtmatige opvolging in te stemmen en de Loonse dynastie te laten uitdoven.
Sinds 9 augustus 1365 weerstonden Arnold en zijn manschappen, (gedurende negen weken), de aanvallen van de Luikse troepen op de burcht die hij had laten bouwen in Rummen. Op 21 september 1365 gaven Arnold en Elisabeth er de brui aan en beiden verlieten wanhopig de waterburcht. Later ruilde Arnold de aanspraken op de titel voor een rente in 1366 die hij kreeg van prins-bisschop Jan van Arkel.
Arnold van Rummen overleed in 1373 en werd begraven in het Oriëntenklooster in Rummen.